# Szerelem
Szerelem (v překladu Láska) je 2. studiové album maďarské zpěvačky Zsuszy Koncz. Jedná se o první album, na kterém spolupracovala s rockovou skupinou Illés. Poprvé vyšlo na LP v roce 1970 na značce Qualiton pod katalogovým číslem SLPX 17429. Na CD bylo vydáno na značce Hungaroton pod katalogovým číslem HCD 37602, naposledy v roce 1994. Zpěvačka za něj obdržela svou první zlatou desku.

## Seznam písní
1. Valaki kell, hogy szeressen (Lajos Illés – János Bródy) 2:05
2. Korai még (János Bródy – Robert Burns – István Kormos) 2:37
3. Te voltál (Levente Szörényi – János Bródy) 2:35
4. Elszállt a nyár (Lajos Illés – János Bródy) 3:11
5. Én nem tudtam azt kérem (Szabolcs Szörényi – János Bródy) 3:54
6. Miért hagytuk, hogy így legyen (Lajos Illés – János Bródy) 2:45
7. Barbara (János Bródy) 2:56
8. André, je t’aime (Szabolcs Szörényi – János Bródy) 3:42
9. Nem vagyunk egyformák (Levente Szörényi – János Bródy) 2:57
10. Visz a vonat (Szabolcs Szörényi – János Bródy) 3:19
11. Amikor (Lajos Illés – János Bródy) 2:44
12. Éjféli esküvő (Lajos Illés – János Bródy) 4:40